# Zilling
Zilling (deutsch Zillingen) ist eine französische Gemeinde mit 281 Einwohnern (Stand 1. Januar 2022) im Département Moselle in der Region Grand Est (bis 2015 Lothringen). Sie gehört zum Arrondissement Sarrebourg-Château-Salins und zum Kanton Phalsbourg.

## Geografie
Zilling liegt im westlichen Vorland der Vogeses, etwa 13 Kilometer östlich von Sarrebourg auf einer Höhe zwischen 238 und 304 m über dem Meeresspiegel. Das Gemeindegebiet umfasst 3,58 km². Durch das Gemeindegebiet von Zilling verlaufen die Autobahn A 4 und die Hochgeschwindigkeits-Bahnstrecke LGV Est européenne (beide von Paris nach Straßburg).

## Geschichte
Der Ort wurde 966 erstmals als Zuselingen erwähnt und gehörte ab 1661 zu Frankreich, wurde dann durch den Frieden von Frankfurt 1871 wieder deutsch und nach dem Ersten Weltkrieg wieder französisch. Auch in der Zeit des Zweiten Weltkriegs war die Region wieder unter deutscher Verwaltung.

### Bevölkerungsentwicklung
| Jahr      | 1962 | 1968 | 1975 | 1982 | 1990 | 1999 | 2007 | 2019 |
| Einwohner | 230  | 244  | 240  | 225  | 252  | 258  | 257  | 267  |

## Sehenswürdigkeiten

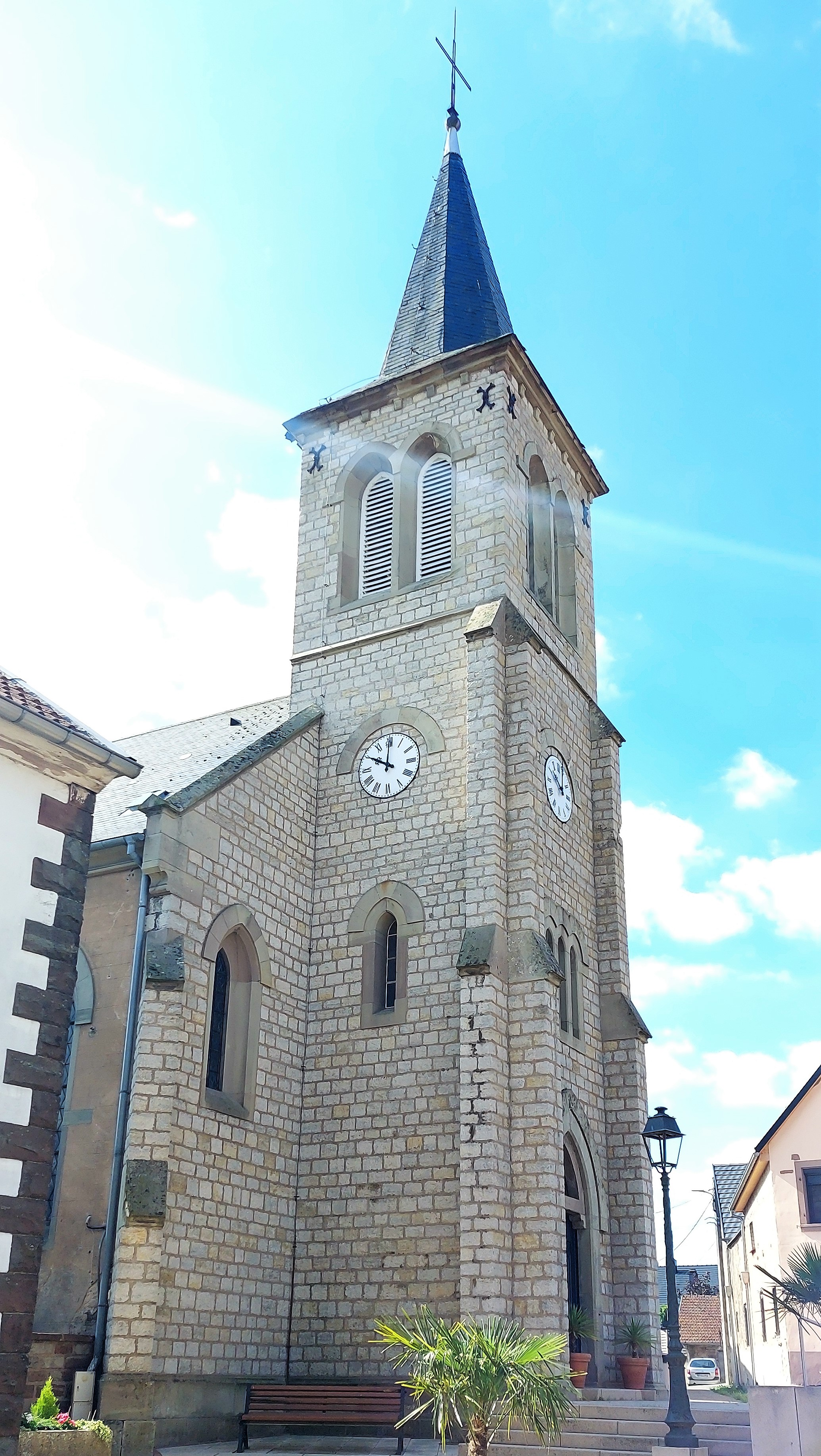
Protestantische Kirche Zilling

- Protestantische Kirche

## Persönlichkeiten
- Jacques Wehrung (1835–1900), Notar und Mitglied des Landesausschusses des Reichslandes Elsaß-Lothringen